# Florian Wirtz
Florian Wirtz (ur. 3 maja 2003 w Pulheim) – niemiecki piłkarz występujący na pozycji pomocnika w angielskim klubie Liverpool FC oraz w reprezentacji Niemiec.

## Kariera klubowa
W czasach juniorskich trenował w zespołach: SV Grün-Weiss Brauweiler, 1. FC Köln (2010–2020) i Bayerze 04 Leverkusen (2020). W 2020 roku został włączony do seniorskiego zespołu Bayeru. W Bundeslidze zadebiutował 18 maja 2020 w wygranym 4:1 meczu z Werderem Brema. Grał w nim do 61. minuty, po czym został zastąpiony przez Karima Bellarabiego. 

## Kariera reprezentacyjna
Wirtz otrzymał swoje pierwsze powołanie do seniorskiej reprezentacji na kwalifikacje do Mistrzostw Świata FIFA 2022 w marcu 2021 roku. W kadrze zadebiutował 2 września w eliminacjach do Mistrzostw Świata w wygranym 2:0 meczu z reprezentacją Liechtensteinu, zmieniają Joshuę Kimmicha w 82. minucie spotkania. Selekcjoner reprezentacji NIemiec, Hansi Flick chciał by Wirtz znalazł się w kadrze Niemiec na Mistrzostwach Świata 2022, jednakże z powodu kontuzji nie pojechał na turniej. 23 marca 2024 roku po siedmiu sekundach od rozpoczęcia meczu strzelił pierwszego gola dla reprezentacji w wygranym 2:0 towarzyskim meczu z Francją. Jest to drugi najszybciej strzelony gol w meczu reprezentacyjnym.
7 czerwca 2024 roku Wirtz znalazł się w kadrze Niemiec na UEFA Euro 2024. 14 czerwca zdobył pierwszego gola turnieju w 10. minucie spotkania w meczu przeciwko reprezentacji Szkocji, stając się najmłodszym strzelcem bramki na tymże turnieju dla reprezentacji Niemiec.

## Życie prywatne
Wirtz urodził się w dzielnicy Brauweiler w Pulheim w Nadrenii Północnej-Westfalii. Rodzice Wirtza są jego agentami; jego ojciec, Hans-Joachim, jest także prezesem Grün-Weiß Brauweiler, klubu, w którym Wirtz grał jako dziecko, zanim dołączył do Köln. Jego starsza siostra Juliane Wirtz również jest zawodowym piłkarzem; zadebiutowała w Frauen-Bundesliga w wieku szesnastu lat i reprezentowała Niemcy na poziomie młodzieżowym.

## Statystyki kariery

### Klub
Stan na 5 października 2024 r
| Klub                 | Sezon                | Liga                 | Liga    | Liga   | Puchar  | Puchar | Europejskie | Europejskie | Inne    | Inne   | Łącznie | Łącznie |
| Klub                 | Sezon                | Liga                 | Występy | Bramki | Występy | Bramki | Występy     | Bramki      | Występy | Bramki | Występy | Bramki  |
| -------------------- | -------------------- | -------------------- | ------- | ------ | ------- | ------ | ----------- | ----------- | ------- | ------ | ------- | ------- |
| Bayer Leverkusen     | 2019/20              | Bundesliga           | 7       | 1      | 1       | 0      | 1           | 0           | —       | —      | 9       | 1       |
| Bayer Leverkusen     | 2020/21              | Bundesliga           | 29      | 5      | 2       | 1      | 7           | 2           | —       | —      | 38      | 8       |
| Bayer Leverkusen     | 2021/22              | Bundesliga           | 24      | 7      | 1       | 0      | 6           | 3           | —       | —      | 31      | 10      |
| Bayer Leverkusen     | 2022/23              | Bundesliga           | 17      | 1      | 0       | 0      | 8           | 3           | —       | —      | 25      | 4       |
| Bayer Leverkusen     | 2023/24              | Bundesliga           | 32      | 11     | 6       | 3      | 11          | 4           | —       | —      | 49      | 18      |
| Bayer Leverkusen     | 2024/25              | Bundesliga           | 31      | 10     | 4       | 0      | 9           | 6           | 1       | 0      | 45      | 16      |
| Podsumowanie Kariery | Podsumowanie Kariery | Podsumowanie Kariery | 140     | 35     | 14      | 4      | 42          | 18          | 1       | 0      | 197     | 57      |

### Reprezentacyjna
Stan na 10 września 2024
| Reprezentacja | Rok     | Występy | Bramki |
| ------------- | ------- | ------- | ------ |
| Niemcy        | 2021    | 4       | 0      |
| Niemcy        | 2023    | 10      | 0      |
| Niemcy        | 2024    | 15      | 6      |
| Niemcy        | 2025    | 2       | 1      |
| Niemcy        | Łącznie | 31      | 7      |

## Sukcesy

### Bayer 04 Leverkusen
- Mistrzostwo Niemiec: 2023/24[11]
- Puchar Niemiec: 2023/24
- Superpuchar Niemiec: 2024[12]
- Wicemistrzostwo UEFA Europa League: 2023/24

### Reprezentacja Niemiec U21
- Mistrzostwa Europy U-21 w piłce nożnej: 2021

### Indywidualne
- Medal Fritza Waltera - Złoto U17: 2020[13]
- Medal Fritza Waltera - Złoto U19: 2022
- Piłkarz Miesiąca Bundeligi: Wrzesień 2021[14], Październik 2023, Grudzień 2023, Luty 2024
- Piłkarz Sezonu Bundesligi: 2023/24[15]
- Jedenastka Sezonu Bundesligi: 2021/22[16], 2023/24[17]
- Debiutant Sezonu Bundesligi wg piłkarzy: 2021/22
- Piłkarz Sezonu Bundesligi wg piłkarzy: 2023/24
- Jedenastka Sezonu Bundesligi wg piłkarzy: 2021/22, 2023/24
- Młody Piłkarz Sezonu UEFA Europa League: 2022/23[18], 2023/24[19]
- Jedenastka Sezonu UEFA Europa League: 2023/24[20]
- Piłkarz Sezonu Bundesligi wg The Athletic: 2023–24[21]